# Собор Святейшего Сердца Иисуса (Харбин)
Собор Святейшего Сердца Иисуса или Польская церковь в Харбине (кит. 哈尔滨圣心天主教堂) — католическая церковь, находящаяся в городе Харбин, Китай. Церковь Святейшего Сердца Иисуса являлась сокафедральным собором упразднённой епархии Хэйлунцзяна. В настоящее время церковь является кафедральным собором апостольской администратуры Харбина.

## История
В 1900 году в Харбин прибыли первые рабочие польского происхождения из Российской империи для строительства Китайско-Восточной железной дороги. До постройки собственного храма приход обслуживал военный капеллан, в часовнях временного характера, устраивавшихся в помещениях Военного Ведомства. Была еще домовая церковь в Корпусном городке, удовлетворявшая потребности харбинского прихода и обслуживавшаяся также военными капелланами. Первым военным капелланом был ксёндз Шпиганович затем ксёндз Пшелуский и ксёндз Антоний Мачук.
В 1906 году возник вопрос о постройке храма и был создан строительный комитет… Земельный участок был получен от К. В. Ж. Д. дарственно на вечные времена. Краеугольный камень освятил священник Доминик Пшилуский. Храм строился по плану и под наблюдением инженера Николая Казы-Гирей и выстроен в готическом стиле. Строительство храма завершилось в 1907 году. В этом же году состоялось освящение церкви епископом Яном Цепляком. Первоначально храм был освящён в часть святого Станислава и был одним из двух католических храмов города, наряду с церковью Святого Иосафата, построенных выходцами из бывшей Российской империи.
В декабре 1909 года первым настоятелем храма был назначен Владислав Островский. Другие священники — Павел Ходневич, Александр Эйсмонтт и Витольд Зборовский.
С 1910 года действовало Благотворительное общество святого Викентия, оказывающее помощь бедным католикам без различия национальности. С 1922 по 1942 год издавался журнал «Tygodnik Polski».
В 1923 году Харбин посетил Апостольский делегат в Китае архиепископ Костантини, рукоположивший Владивостокского епископа Карла Сливовского. В этом же храме он совершил чин присоединения группы православных клириков в Католичество, те в свою очередь сформировали приход святого князя Владимира и начали проводить богослужения по византийскому обряду в храме Святого Станислава, что положило начало создания Апостольского экзархата Харбина Российской католической церкви византийского обряда.

Приход в подавляющем большинстве состоит из лиц польской национальности, почти 90 %, из лиц др. национальностей в приходе числятся: литовцы, латыши, французы, немцы, венгерцы, русские, маньчжуры, ниппонцы, эстонцы, португальцы, итальянцы и армяне. В настоящее время приход насчитывает около 1500 чел., маньчжур в приходе около 40, ниппонцев 30-40 человек.
Приход миссионерской деятельностью не занимается и присоединения к вере носят случайный характер, в большинстве случаев, когда в брак вступают лица различных вероисповеданий. За время с 1917 г. новообращенными было 284 человека.

Храм находился последовательно в юрисдикции Могилёвской архиепархии, Владивостокской, Хэйлунцзяна (упразднена) епархий и Пекина. В настоящее время храм находится в юрисдикции епархии Цзилиня.
В 1949 году началась репатриация поляков на родину. Последним польским настоятелем был А. Эйсмонтт, который служил в церкви до середины 1950-х годов. В 1959 году церковь стала кафедральным собором епархии Хэйлунцзяна. В этом же году храм был передан прогосударственной Католической патриотической церкви.
В 1966 году, во время культурной революции, богослужения в церкви прекратились и здание храма было передано средней школе. В дальнейшем храм использовался городскими властями для различных хозяйственных работ, что привело к значительному повреждению церкви.
В 1980 году церковь была возвращена епархии Цзилиня. В 2004 году завершилось восстановление церкви и храм был освящён в честь Святейшего Сердца Иисуса.